# Joan Franka
Joan Franka (Rotterdam, 2 d'abril de 1990) és una cantant neerlandesa. El seu pare és turc i la mare neerlandesa, i el seu nom de naixement és Ayten Kalan. És coneguda per la seva participació en el programa de televisió The Voice of Holland. Va participar pels Països Baixos al Festival de la Cançó d'Eurovisió 2012 amb la cançó You and Me. No va aconseguir arribar a la final.